# Lilla Långtjärnen
Lilla Långtjärnen är en sjö i Falu kommun i Dalarna och ingår i Dalälvens huvudavrinningsområde.